# Георгиогло, Николай Николаевич
Николай Николаевич Георгиогло (17 ноября 1932 — 13 апреля 2022) — бригадир комплексной бригады передвижной механизированной колонны № 75 Кагульского треста «Сельстрой» Министерства сельского строительства Молдавской ССР. Герой Социалистического Труда (1971).

## Биография
Родился 17 ноября 1932 в селе Дезгинжа в семье железнодорожника. Гагауз, член КПСС с 1965 г.
Окончил семилетнюю школу (1948, некоторое время работал в колхозе), Новочеркасскую школу фабрично-заводского обучения (работал каменщиком треста № 22 и строительно-монтажного управления № 46 Волгограда), а позже — школу рабочей молодёжи.
В 1954—1957 гг. служил в Советской армии. С 1957 года — каменщик, бригадир в различных строительных организациях Комратского района, в том числе бригадир комплексной бригады передвижной механизированной колонны № 75 Кагульского треста «Сельстрой» Министерства сельского строительства Молдавской ССР.
В сезон строительных работ для своевременной сдачи объектов в строй его бригада удлинила свой рабочий день на 3 часа.
С 1976 года — бригадир комплексной бригады колхозно-строительного объединения Комратского районного совета колхозов.
Герой Социалистического Труда (1971). Заслуженный строитель МССР. Награждён двумя орденами Трудового Красного Знамени и знаком «Отличник народного образования» — за строительство школ.
Умер 13 апреля 2022 года. Похоронен в родном селе.